# شورك (تشناران)
شورك (بالفارسية: شورک) هي قرية تقع في قسم بيزكي الريفي (مقاطعة تشناران) في إيران. يقدر عدد سكانها بـ 34 نسمة .